# Kostel svatého Prokopa (Dobřínsko)
Kostel svatého Prokopa se nachází v centru obce Dobřínsko. Kostel je farním kostelem římskokatolické farnosti Dobřínsko. Jde o jednolodní stavbu s románským jádrem. Kostel je chráněn jako kulturní památka České republiky.

## Historie
První písemná zmínka o kostele svatého Prokopa v Dobřínsku pochází z roku 1298. Podle jiných zdrojů však mělo k postavení kostela dojít až počátkem 14. století pány z Dobřenska, tehdy byla postavena nejstarší část kostela, tj. presbytář. Samotná kostelní loď pak byla postavena až v roce 1826. V kostele se však nachází i starší památky, například křtitelnice z roku 1631 či náhrobní deska z roku 1637. Kostel byl rekonstruován v padesátých letech 20. století.
V roce 1870 pak byla vysazena lípa u kostela, která stojí do dnešních dob.